# De Eshof (Haren)
De Eshof (1885) is een algemene begraafplaats in de Nederlandse plaats Haren (Groningen).

## Geschiedenis
De begraafplaats werd in 1885 aangelegd aan de Rijksstraatweg. Het oude rechthoekige terrein wordt grotendeels omhaagd door eiken. De begraafplaats wordt door een centrale zuidwest-noordoost as in tweeën gedeeld. Aan beide zijden van de as bevinden zich rechthoekige begraafperken, verdeeld in vijf afdelingen. De oudste zerk stamt uit 1890.
In 1918 werd de begraafplaats aan de zuidoostzijde uitgebreid naar een ontwerp van tuinarchitect Jan Vroom jr. Vroom maakte een symmetrische, vlindervormige opzet met een brede middenas, die gelijk loopt aan de hoofdas van het oude deel. Centraal punt van dit deel is een rond gazon met een zonnewijzer. Aan het begin werd een poortgebouw geplaatst.
Het jongste deel van de begraafplaats sluit aan de noordoostzijde aan op de aanleg uit 1918.
Toen begin jaren negentig de begraafplaats vol dreigde te raken, werd besloten een nieuwe begraafplaats aan te leggen ten westen van het Scharlakenbos. De procedure was tijdrovend, het ruimtegebrek nijpend, begin 1997 werden daarom nog groenstroken op De Eshof opgeofferd om plaats te maken voor graven. De nieuwe begraafplaats De Harenerhof werd in juni 1997 in gebruik genomen, met ruimte voor 5600 graven.

## Rijksmonumenten
De totale begraafplaats werd onder andere "vanwege cultuur- en tuinarchitectuurhistorische waarde" aangewezen als rijksmonument. Onderdelen die ook als rijksmonument worden beschermd zijn: 
- het poortgebouw (1918)[2], ontworpen door architecten Jan Kuiler en Lucas Drewes
- het baarhuisje (ca. 1885)[3], geplaatst op het oudste deel van de begraafplaats.
- de hekken (ca. 1885)
- een schuurtje (1918)
- de zonnewijzer (1919)

## Hier begraven
- Johan Hendrik van Meurs (1888 - 1945), jurist, hoogleraar RUG en verzetsstrijder
- Egbert Reitsma (1882-1976), architect
- Jan Vroom jr. (1893-1958), tuinarchitect
- Menno Jan Jakob Gaaikema (1909-2003), doopsgezind predikant
- Gezina Sevensma-Themmen (1896-1967), schrijfster en lerares

## Galerij

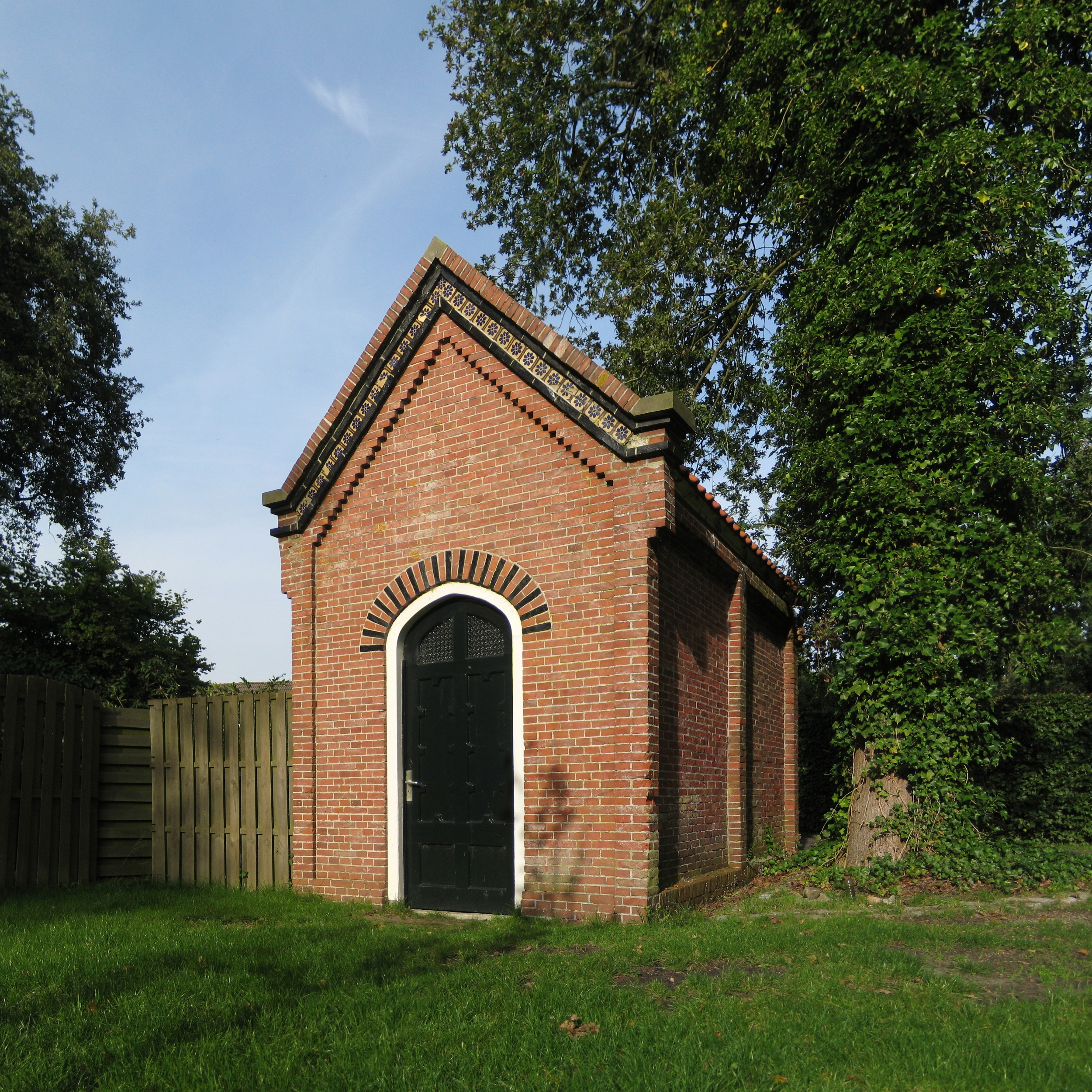
Baarhuisje
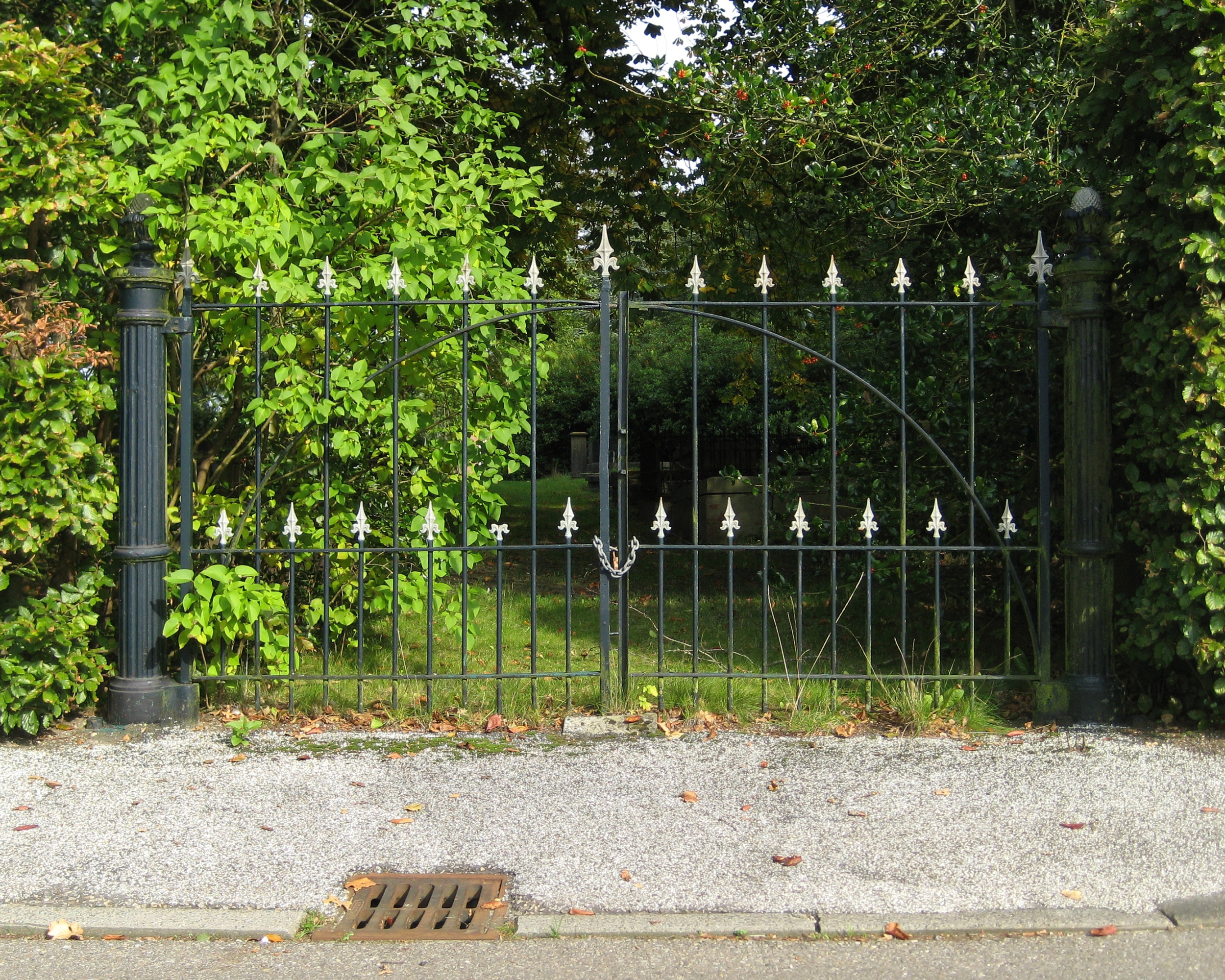
Hek noordzijde
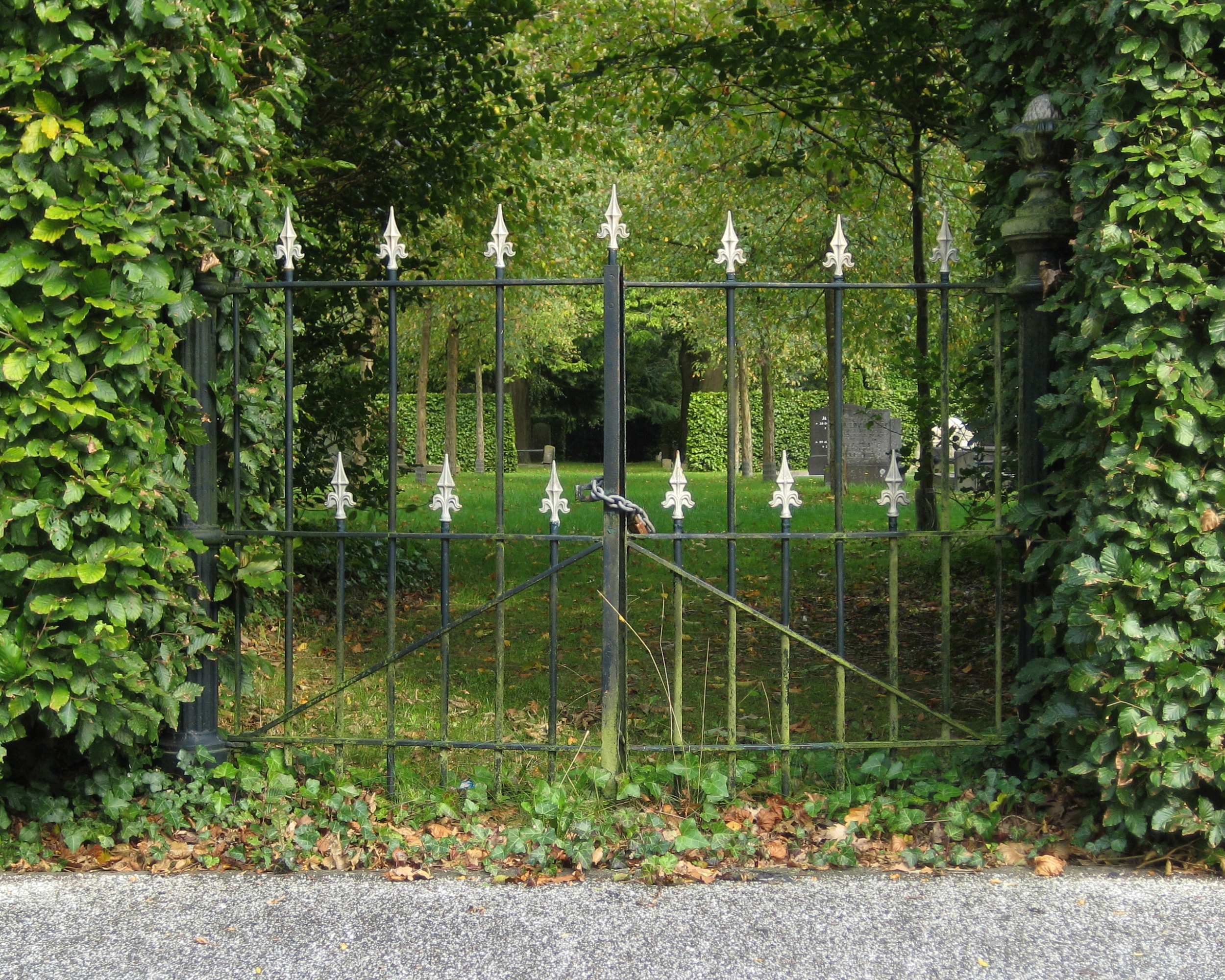
Hek zuidzijde
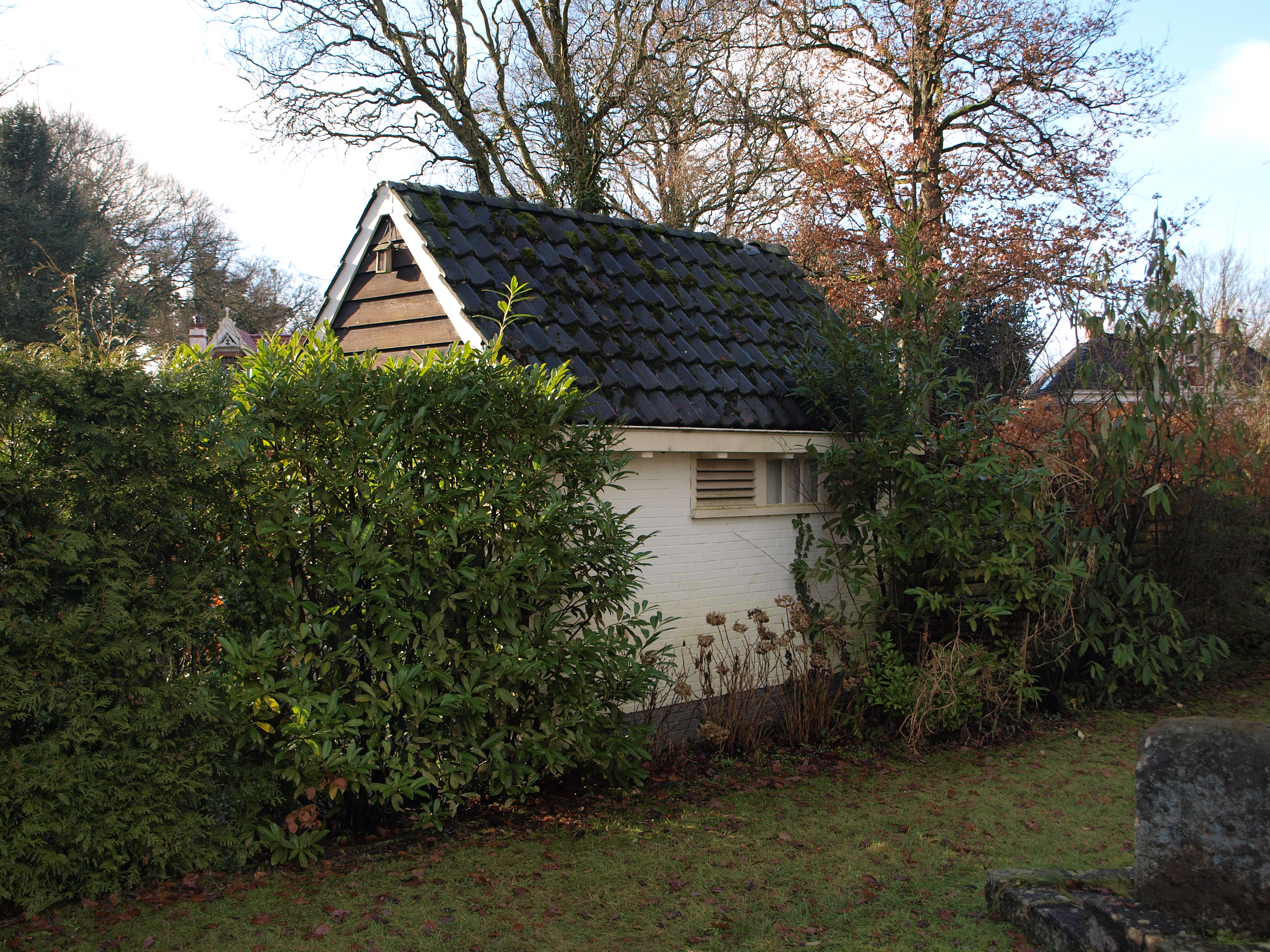
Schuurtje
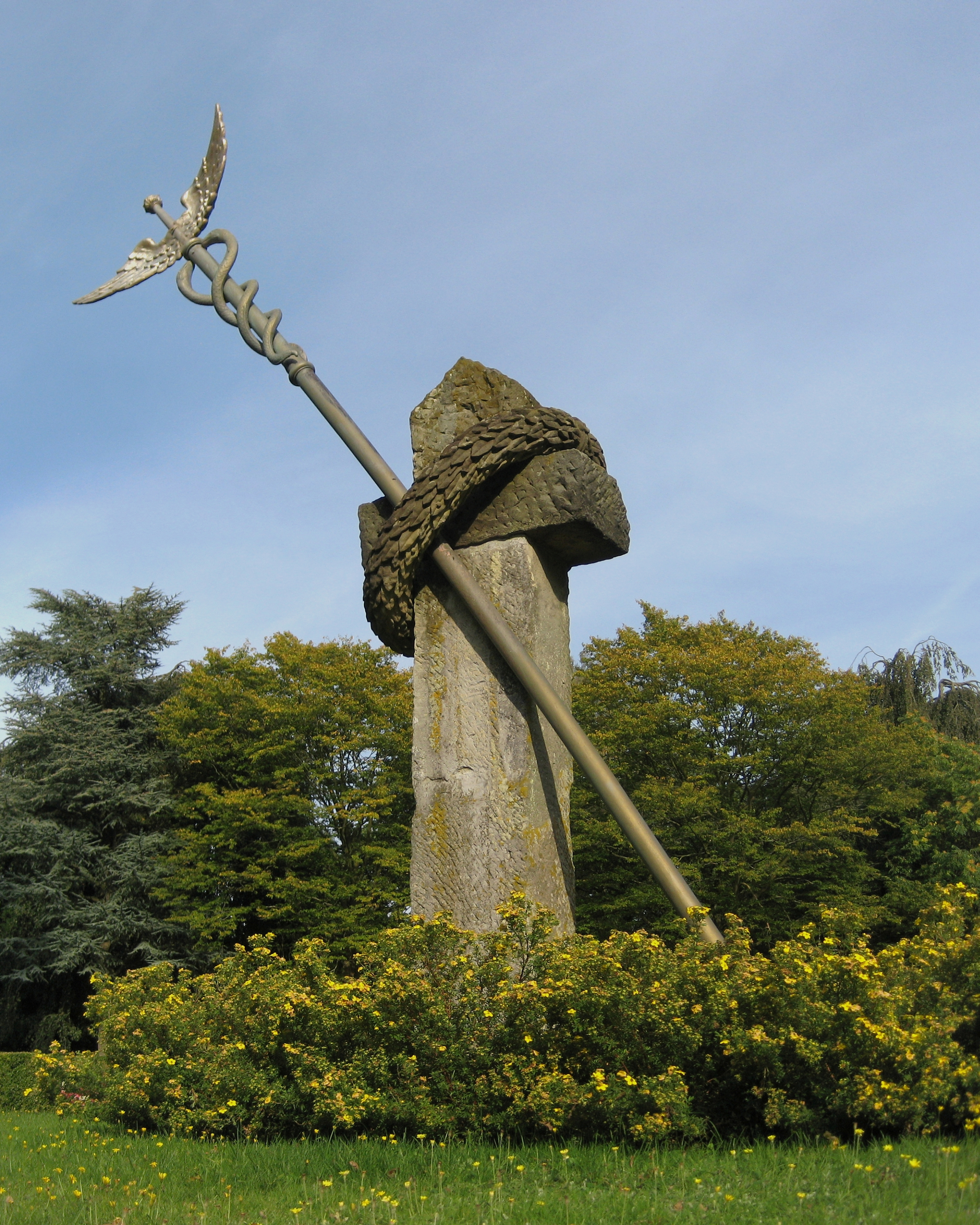
Zonnewijzer